# Gerres equulus
Gerres equulus és una espècie de peix pertanyent a la família dels gerrèids.

## Descripció
- Fa 22,4 cm de llargària màxima.[3][4]

## Hàbitat
És un peix marí, demersal i de clima temperat.

## Distribució geogràfica
Es troba al Pacífic nord-occidental: des del sud de Corea fins al sud del Japó, llevat de les illes Ryukyu.

## Observacions
És inofensiu per als humans.